# Kichisaburō Nomura
Pour les articles homonymes, voir Nomura.
Kichisaburō Nomura (野村 吉三郎, Nomura Kichisaburō, 16 décembre 1877 - 8 mai 1964) est un amiral de la marine impériale japonaise et l'ambassadeur du Japon aux États-Unis de février 1941 jusqu'à l'attaque de Pearl Harbor, le 7 décembre 1941.
Il occupa également le poste de ministre des Affaires étrangères du Japon de 1939 à 1940.